# Challenge des champions 1968
La Supercoppa di Francia 1968 (ufficialmente Challenge des champions 1968) è stata la dodicesima edizione della Supercoppa di Francia.
Si è svolta il 17 agosto 1968 allo Stade Richter di Montpellier tra il Saint-Étienne, vincitore della Division 1 1967-1968 e della Coppa di Francia 1967-1968, e il Bordeaux, finalista della Coppa di Francia 1967-1968.
A conquistare il titolo è stato il Saint-Étienne che ha vinto per 5-3 con reti di André Fefeu (doppietta) e Hervé Revelli (tripletta).

## Partecipanti
| Squadre       | Qualificazione                                                          | Partecipazioni precedenti (il grassetto indica la vittoria) |
| ------------- | ----------------------------------------------------------------------- | ----------------------------------------------------------- |
| Saint-Étienne | Vincitore della Division 1 1967-1968 e della Coppa di Francia 1967-1968 | 3 (1957, 1962, 1967)                                        |
| Bordeaux      | Finalista della Coppa di Francia 1967-1968                              | Nessuna                                                     |

## Tabellino
| Arbitro: | Carité |

|                                   |           |                            |
| Fefeu 14’ 34’ Revelli 68’ 70’ 85’ | Marcatori | 19’ 37’ Couécou 87’ Othily |

### Formazioni
| Saint-Étienne: |                    |  |          |
|                |                    |  |          |
| P              | Georges Carnus     |  | Uscita   |
| D              | José Pelletier     |  |          |
| D              | Roland Mitoraj     |  | Uscita   |
| D              | Bernard Bosquier   |  |          |
| D              | Georges Polny      |  |          |
| C              | Jean-Michel Larqué |  |          |
| C              | Aimé Jacquet       |  |          |
| C              | Francis Camerini   |  | Uscita   |
| C              | Georges Bereta     |  | Uscita   |
| A              | André Fefeu        |  |          |
| A              | Salif Keïta        |  |          |
| Sostituzioni:  |                    |  |          |
| P              | Gérard Migeon      |  | Ingresso |
| D              | Gérard Farison     |  | Ingresso |
| A              | Frédéric N'Doumbé  |  | Ingresso |
| A              | Hervé Revelli      |  | Ingresso |
| Allenatore:    |                    |  |          |
| Albert Batteux |                    |  |          |

| Bordeaux:          |                   |  |          |
|                    |                   |  |          |
| P                  | Christian Montes  |  |          |
| D                  | Guy Calleja       |  |          |
| D                  | Robert Péri       |  |          |
| D                  | Gérard Papin      |  |          |
| C                  | Gabriel Abossolo  |  |          |
| C                  | Claude Petyt      |  |          |
| C                  | Jacques Simon     |  |          |
| C                  | Jacques Castellan |  |          |
| A                  | Félix Burdino     |  | Uscita   |
| A                  | Didier Couécou    |  |          |
| A                  | Edouard Wojciak   |  | Uscita   |
| Sostituzioni:      |                   |  |          |
| A                  | Ruiter            |  | Ingresso |
| A                  | Hervé Othily      |  | Ingresso |
| Allenatore:        |                   |  |          |
| Jean-Pierre Bakrim |                   |  |          |